# Parabarrovia keelei
Parabarrovia keelei är en fjärilsart som beskrevs av Gibson 1920. Parabarrovia keelei ingår i släktet Parabarrovia och familjen nattflyn. Inga underarter finns listade i Catalogue of Life.